# إنسان تاوتافيل
إنسان تاوتافيل هو نويعٌ مفترض من الإنسان المنتصب، ويُقدر عمر البقايا الحفرية المُكتشفة بـ 450 ألف عام. حيث عُثر عليها في موقع كهف أراغو ضمن بلدية توتافيل في فرنسا. بدأت أعمال الحفريات عام 1964، بينما وقع أول اكتشاف للحفريات عام 1969.

## تاريخ الحفريات
حصل أول اكتشاف في هذا الموقع عام 1828. حيث عُثر في بادئ الأمر على عظام حيوانية اعتبرها عالم الجيولوجيا في جامعة مونبلييه، مارسيل دي سير، أنها تعود لفترة ما قبل الطوفان. ساعدت الأدوات التي تعود لما قبل الحضارة الموستيرية –والتي عثر عليها Jean Abelanet عام 1963 –في بدء عمليات الحفريات عام 1964 والتي قادها Lumley.

## الاكتشاف والحفريات النموذجية
عُثر في كهف أراغو على بقايا هياكل عظمية لفردين من القردة العليا: وهما أنثى تبلغ من العمر أكثر من 40 عاماً (عثر على الحفرية Argo II في شهر تموز من عام 1969) وذكر لا يتجاوز عمره الـ 20 عاماً (عُثر على الحفرية Argo XXI في شهر تموز من عام 1971، والحفرية Argo XLVII في شهر تموز من عام 1979). عُثر على هذه الأدوات الحجرية على بعد دائرة نصف قطرها 5 كيلومترات (3.1 ميل) من الكهف، بينما تشير عظام الحيوانات إلى قدرة البشر في ذلك الوقت على السفر لمسافة تصل إلى 33 كيلومتراً (21 ميلاً) من أجل البحث عن الطعام.
عثر كل من هنري وماري–أنطوانيت دو لوملي على جميع الحفريات المستخرجة من كهف أراغو، وهي موجودة الآن في معهد علم الحفريات البشرية في باريس. إن حفرية Arago II هي فك سفلي كامل يحتوي على 6 أسنان تعود لأنثى يتراوح عمرها بين 40 و55 عاماً. أما حفرية Arago XXI فهي جزء مشوه من القحف تظهر الوجه الأكثر اكتمالاً لإنسان ما قبل النيندرتال، بالإضافة إلى العظمين الجبهي والوتدي. كما تظهر حفرية Arago XLVII العظم الجداري الأيمن، ووتشابه الدروز في هذه الحفرية بشكل متلائم تماماً مع تلك الموجودة في حفرية Arago XXI. يُقدّر العمر التطوري للحفريتين الأخيرتين بعشرين عاماً، بينما بيّن التأريخ القائم على تسلسل اليورانيوم أن عمر الحفريتين 400 ألف عام تقريباً (وهو رقم قريب من الحد الأقصى لهذه الطريقة، أي ربما يكون عمر الحفريتين أكبر من ذلك).
تظهر جمجمة الذكر جبهة مسطحة ومنحسرة وقوس حاجبية متطورة، كما تظهر أيضاً حجم الوجه الكبير وتجويف العين المستوي، وتبلغ سعة القحف 1150 سم مكعب (70 إنش مكعب). أُعيد بناء ما تبقى من الهيكل العظمي من 75 بقايا حفرية وقوالب من الحفريات المكتشفة في مواقع أخرى، ويشير ذلك إلى امتلاك الفرد هيكلاً عظمياً صلباً مقارنة بإنسان المعاصر، كما يعطينا فكرة عن طوله الذي يبلغه 1.65 متراً (5 أقدام و5 إنش).
وعلى مر آلاف السنين التي تلت وفاة Arago XXI، حدثت تغييرات في هيكل العظم دُعيت باسم “تحولات علم التاريخ الحفري” والتي أدت إلى تعديل شكل الجمجمة. تسببت هذه التحولات في انحناء أجزاء من العظم، وانعدام تناظر الجزء الأمامي من الجمجمة [11]. سمح التصوير ثلاثي الأبعاد باستخدام أجهزة الحاسوب بإجراء تحليل قياس الأشكال للجمجمة، واستُخدم هذا التحليل لمقارنة أبعاد الجمجمة مع أبعادها لدى الإنسان العاقل، وأيضاً للحصول على صورة، عن طريق المحاكاة الحاسوبية، لوجه القردة العليا.
وإن قارنا إنسان تاوتافيل مع الإنسان المنتصب في شمال أفريقيا والصين، سنلاحظ أن إنسان تاوتافيل المنتصب أقرب إلى الإنسان العاقل المبكر، لذا يشكل الاثنان مجموعة متباينة مورفولوجياً مع القردة العليا من مرحلة العصر الحديث الأقرب الأوروبي والتي عُثر على حفرياتها في شتاينهايم وسوانزكامب وبونتنيويد، وذلك لأنها جميعاً تظهر ميزات مشابهة لتلك الموجودة لدى النيندرتال. يعود أقدم دليل على وجود القردة العليا في أوروبا لنحو 1 إلى مليوني عام، ومن الواضح أن عمر حفريات Arago أقل بكثير، لكن الرنين المغناطيسي الإلكتروني ساعد في تحديد عمر أرض الصواعد أسفل رواسب كهف أراغو، وقدر عمرها بـ 700 ألف عام. بينما يبلغ هذه الأرض 300 ألف عام اعتماداً على التألق الحراري. ولم تُكتشف أي علامات تدل على وجود نار أو رماد أو فحم أو أحجار محترقة أو صلصال في الكهف، مما يوحي أن اكتشاف النار هو اكتشاف حديث. في المقابل، تشير الآثار المكتشفة في موقع للإنسان المنتصب في شرقي أفريقيا –والتي تعود لنحو 1 إلى 4 ملايين عام –إلى خلاف ذلك تماماً.

## حفرية Arago XXI
إن هذه الحفرية هي عبارة عن جزء من القحف المشوه يرجع تاريخه إلى حوالي 450 ألف عام. عُثر عليها من قبل هنري وماري–أنطوانيت لوملي في كهف Arago الواقع في تاوتافيل في فرنسا كانت الحفرية المكتشفة لذكرٍ من القردة العليا في العشرين من عمره كما تبين من حالة الدرزة الجدراية الأمامية.
كان علماء الآثار على يقين من عمر القردة العليا، لكن عند إجراء مقارنة مورفولوجية بين الجمجمة المكتشفة مع جمجمة إنسان Petralona، والذي يعتبر مقبولاً تصنيفياً كإنسان نيندرتال من البليستوسين العلوي، صنّف علماء الحفريات القديمة (كارتميل وسميث وآخرون) هذه الجمجمة على أنها جمجمة إنسان هايدلبيرغ.

## علم البيئة

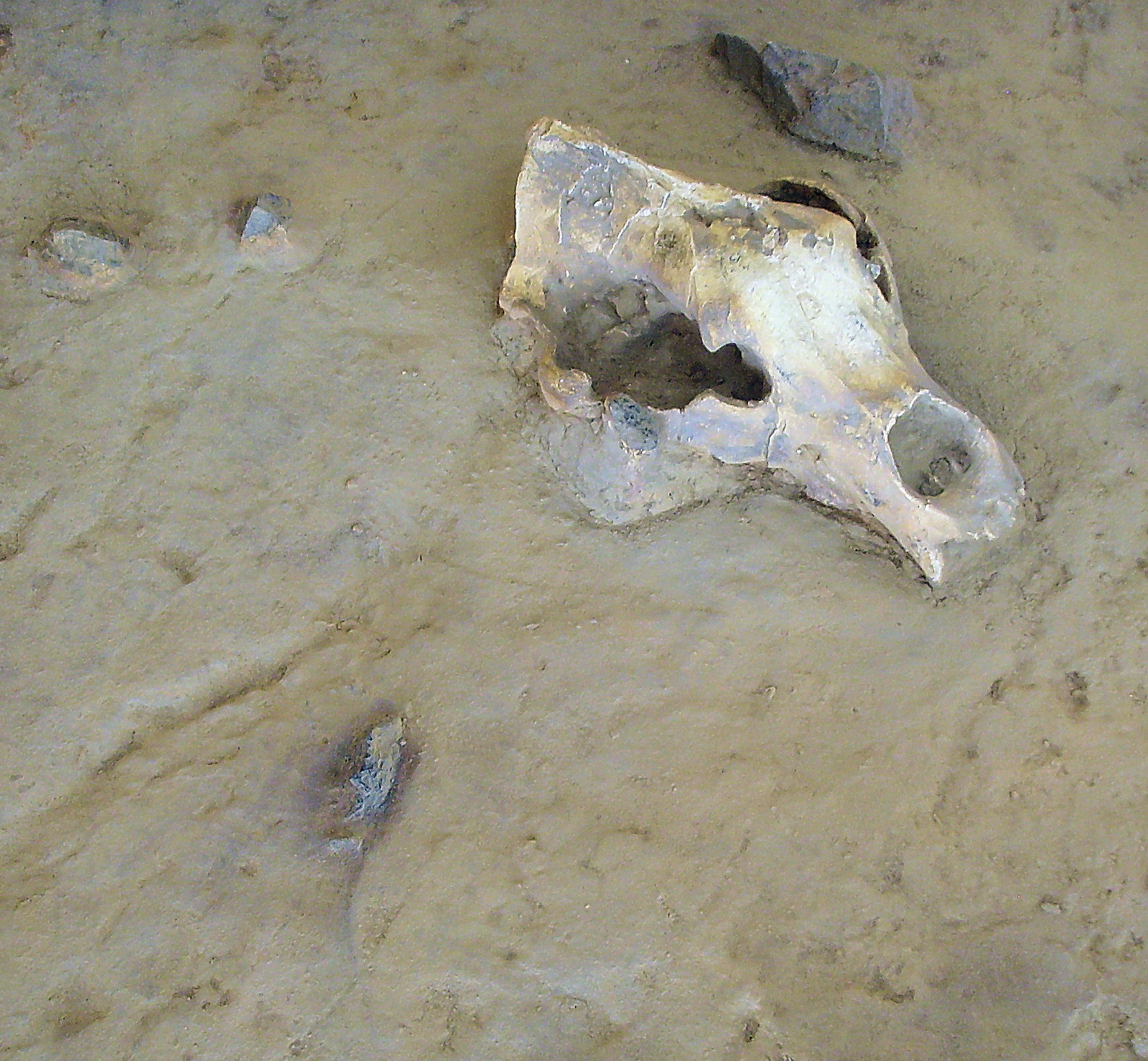
حفريه

تناول سكان الكهف لحوم حيوانات كالظبي والأيل الأسمر والرنة وثور المسك والبيسون، بالإضافة إلى حيوانات أخرى كـ Hemitragus bonali والأرغل والشامواه وحيوان Stephanorhinus kirchbergensis. أما بقايا عظام الحيوانات الموجودة فهي تعود لنوعين من الغزلان وهي Cervus elaphus acoronatus وCervus elaphoids، وعظام أخرى مثل Canis etruscus وUrsus deningeri.

## كهف أراغو
كان كهف أراغو مأهولاً منذ نحو 600 ألف إلى 400 ألف B.P. ويعتبر هذا الكهف من أوائل الأماكن المأهولة والمعروفة من العصر الحديث الأقرب في جبال البيريني. وعُثر أيضاً على ادوات كالمجحف والساطور داخل الكهف تشير إلى الصناعة التي كانت موجودة في العصر الحجري القديم. إن أبعاد الكهف حالياً أصغر مما كانت عليه عندما استوطنت فيه القردة العليا، حيث يبلغ طول الكهف حالياً 30 متراً وعرضه بين 10 و15 متراً. وفي عام 2007، أجرى كل من Institut de Paléontologie de Humaine و Centre Europeem Recherche de Pre-historique de Tautavel، وهما المركزان المسؤولان عن إدارة الموقع، اتصالاً مع ENSG للسماح لهما بإنشاء نماذج ثلاثية الأبعاد للكهف.